# Trofeo Madrid 2012
El Trofeo Madrid 2012 fue una competición futbolística de carácter amistoso, para dar impulso a la candidatura de la ciudad de Madrid para la concesión de los Juegos Olímpicos del año 2012. Impulsada por iniciativa del Ayuntamiento de Madrid, con el apoyo de las instancias deportivas de la ciudad.
Se jugó a partido único entre los clubes de fútbol más importantes de la capital española, el Real Madrid CF y el Club Atlético de Madrid, que así ponían su grano de arena para apoyar la candidatura. Solo se disputaron dos ediciones, en 2002 y 2003, ganando una edición cada equipo. Las recaudaciones de las dos ediciones fueron donadas a instituciones de carácter benéfico.

## Palmarés del torneo
| Año  | Campeón            | Resultado | Subcampeón         | Estadio                   |
| ---- | ------------------ | --------- | ------------------ | ------------------------- |
| 2002 | Real Madrid CF     | 3-2       | Atlético de Madrid | Estadio Santiago Bernabéu |
| 2003 | Atlético de Madrid | 2-1       | Real Madrid CF     | Estadio Vicente Calderón  |

## Ediciones del torneo

### " I Trofeo Madrid 2012" de 2002
| 2 de enero de 2002 | Real Madrid CF                       | 3:2 (1:1) | Atlético de Madrid        | Estadio Santiago Bernabéu, Madrid                             |                                                               |
|                    | Raúl 18' I. Helguera 52' Celades 71' |           | F. Torres 44' Roberto 80' | Asistencia: 20.000 espectadores Árbitro(s): Carolina Domenech | Asistencia: 20.000 espectadores Árbitro(s): Carolina Domenech |

### " II Trofeo Madrid 2012" de 2003
| 26 de marzo de 2003 | Atlético de Madrid          | 2:1 (1:0) | Real Madrid CF | Estadio Vicente Calderón, Madrid                            |                                                             |
|                     | Javi Moreno 44' Movilla 61' |           | Núñez 65'      | Asistencia: 10.000 espectadores Árbitro(s): Esquinas Torres | Asistencia: 10.000 espectadores Árbitro(s): Esquinas Torres |

## Palmarés
| Club               | Títulos | Subtítulos | Años Campeón | Años Subcampeón |
| ------------------ | ------- | ---------- | ------------ | --------------- |
| Real Madrid CF     | 1       | 1          | 2002         | 2003            |
| Atlético de Madrid | 1       | 1          | 2003         | 2002            |